# 1929年東京市会議員選挙
1929年東京市会議員選挙（1929ねんとうきょうしかいぎいんせんきょ）は、東京市の議決機関である東京市会を構成する議員を全面改選するため、1929年3月16日に投票が行われた選挙である。

## 概要
板舟権の保障と京成電鉄の市内乗り入れの認可をめぐって東京市会で汚職事件が発生し、多数の議員が同事件に連座したことで88名の議員のうち25名が逮捕・勾留された。この他にも6名の欠員があり合計31名の議員が欠けていたため、定員の3分2以下の議員で市会を開かざるを得ない状況となっていた。こうした事態を重く見た望月圭介内務大臣は、1928年12月21日に市制162条に基づき東京市会の解散命令が出し、翌1929年3月16日に市会選挙が実施されることとなった。
また1926年の市制改正により普通選挙制が導入されており、東京市では初の普通選挙となった。有権者数は、前回1926年の制限選挙時では17万7000人余りであったのが、34万9000人弱と約2倍に増加をし、選挙運動では、戸別訪問やポスターが禁止されたため選挙演説会が活発に行われた。

## 基礎データ
- 投票日：1929年3月16日
- 議員定数：84名
- 選挙区：15選挙区

## 選挙結果
- 投票率：69.6%[5]

| 党派 | 党派                 | 得票数  | 候補者数 | 当選者数 |
| ---- | -------------------- | ------- | -------- | -------- |
|      | 立憲民政党           | 93,972  | 81       | 40       |
|      | 立憲政友会           | 72,985  | 74       | 21       |
|      | 中立クラブ（無所属） | 36,884  | 51       | 14       |
|      | 無産党               | 22,306  | 27       | 6        |
|      | 革新党               | 6,232   | 3        | 3        |
|      | 新党                 | 2,692   | 5        | 0        |
|      | 実業同志会           | 1,444   | 2        | 0        |
| 合計 | 合計                 | 236,515 | 243      | 84       |

## 当選した議員
立憲民政党   立憲政友会   革新党   社会民衆党   日本大衆党   中立（無所属） 
| 麹町区   | 池田清秋   | 岡田和一郎 | 笠井重治   |            |            | 神田区 | 深沢豊太郎   | 中川重政     | 高橋秀臣   | 岸辺福雄     | 桑原信助   |
| 日本橋区 | 新居友三郎 | 河村慶治郎 | 柳田宗一郎 | 伊東美代松 | 松浦清三郎 | 京橋区 | 富田富治郎   | 中南定太郎   | 阿部温知   | 富岡袖吉     | 橋本信次郎 |
| 芝区     | 大神田軍治 | 高橋義次   | 中塚栄次郎 | 川手忠義   | 柳沢保恵   | 麻布区 | 塩月学       | 和久利幾之助 | 八太茂     | 小久保時之助 |            |
| 芝区     | 森原嘉逸   | 和田操     |            |            |            |        |              |              |            |              |            |
| 赤坂区   | 詫間武彦   | 羽田如雲   | 中西敏二   |            |            | 四谷区 | 本田義成     | 橋本祐幸     | 山田保     | 結城礼一郎   |            |
| 牛込区   | 堺利彦     | 高木謙     | 土倉宗明   | 溝口新     | 大野伝吉   |        |              |              |            |              |            |
| 小石川区 | 島中雄三   | 島名建     | 松永東     | 大崎清作   | 長島武治   | 本郷区 | 杉ノ原英太郎 | 蓮江啓蔵     | 安部利七   | 村田忠三郎   | 友成四郎   |
| 小石川区 | 山口久吉   |            |            |            |            | 本郷区 | 高崎高次郎   |              |            |              |            |
| 下谷区   | 田代義徳   | 福田勇     | 倉持忠助   | 小沢佐重喜 | 小林半三郎 | 浅草区 | 岡田四郎     | 川村正夫     | 山田種三郎 | 寺部頼助     | 小野養治   |
| 下谷区   | 渡亀造     | 森富太     |            |            |            | 浅草区 | 茂木太市     | 鈴木慶四郎   | 佐藤庄吾   | 島本龍太郎   |            |
| 本所区   | 馬島僴     | 新甫寛実   | 森兼道     | 糟谷磯平   | 小俣政一   | 深川区 | 森健二       | 古島宮次郎   | 本多市郎   | 高橋庄之助   | 高橋俊太   |
| 本所区   | 北條彦四郎 | 増田知治雄 | 加藤正信   |            |            | 深川区 | 国枝捨次郎   | 卯木国三郎   |            |              |            |